# Ушаков, Александр Кириллович
Алекса́ндр Кири́ллович Ушако́в (24 февраля 1920, Ломовка, Тульская губерния — 30 октября 1992, Москва) — советский военнослужащий, артиллерист-самоходчик, участник Великой Отечественной войны, Герой Советского Союза (1944).

## Биография
Родился 24 февраля 1920 года в селе Ломовка (ныне — в Богородицком районе Тульской области) в большой крестьянской семье.
В 1929 году семья Ушаковых переехала в Кузнецкий район Сибирского края (Иганино Казанковского сельсовета). Александр Ушаков обучался в школе Сталинска, затем Новосибирска, где окончил 10 классов средней школы № 29.
В рядах Красной Армии с 1939 года. Некоторое время служил в частях Забайкальского военного округа в Монголии (сначала обучался в полковой школе, затем командиром отделения). На фронтах Великой Отечественной войны с октября 1941 года. Был командиром отделения артиллерийской разведки, наводчиком и командиром самоходно-артиллерийской установки. Участвовал в боях по разгрому немцев под Москвой, воевал под Ржевом, на Курской дуге, Украине, в Польше и Германии. После войны служил в Львовском военном округе. Демобилизован в 1946 году.
Командир СУ-85 1-го гвардейского самоходного артиллерийского полка (6-й гвардейский механизированный корпус, 4-я танковая армия, 1-й Украинский фронт) гвардии старший сержант Ушаков отличился в боевых действиях на подступах к городу Каменец-Подольский (Хмельницкая область, Украинская ССР) в районе села Маначин. С 9 по 21 марта 1944 года, ведя бои с тяжёлыми танками противника, подбил 9 из них и уничтожил около 150 гитлеровцев.
Указом Президиума Верховного Совета СССР от 24 мая 1944 года Ушакову Александру Кирилловичу присвоено звание Героя Советского Союза.
В 1946 году был демобилизован.
Работал в Центральном научно-исследовательском институте химии и механики.
В 1952 году окончил Московский институт внешней торговли.
Работал в издательстве Международная книга, Министерстве внешней торговли СССР, в Государственном комитете СССР по внешнеэкономическим связям, торгпредстве СССР в Дании в 1952—1954 годах, посольстве СССР в Индонезии в 1958—1963 годах, в аппарате ЦК КПСС, с 1989 персональный пенсионер.
Умер 30 октября 1992 года в Москве.

## Память
- В Новосибирске имя Ушакова А. К. запечатлено на Аллее Героев у Монумента Славы.
- В Богородицке, на стеле Героям Советского Союза, есть доска с его именем.
- В Ломовке памятная доска у школы.

## Награды и звания
- Герой Советского Союза (24 мая 1944);
- орден Ленина (24 мая 1944);
- орден Отечественной войны I степени;
- орден Отечественной войны II степени;
- орден Трудового Красного Знамени;
- орден Дружбы народов;
- орден Красной Звезды;
- орден «Знак Почёта»;
- медали.
- звание — Почётный гражданин Каменец-Подольского (1984 год)